# 岬魮
岬魮（学名：Labeobarbus capensis or Labeobarbus seeberi）为輻鰭魚綱鯉形目鲤科的其中一種，被IUCN列為次級保育動物，分布於非洲南非Clanwilliam Olifants河，體長可達98.7公分，棲息在深水域，屬雜食性，以水草、昆蟲、蝸牛及甲殼類等，在夏季繁殖。
其种加词“capensis”意为“南非开普省的/好望角的”。